# Taczanowskia onowoka
Taczanowskia onowoka — вид аранеоморфних павуків родини Павуки-колопряди (Araneidae). Описаний у 2021 році.

## Назва
Видова назва onowoka перекладається з мови ваорані як «дух».

## Поширення
Ендемік Еквадору. Його було знайдено в громаді індіанців ваорані в басейні річки Курарай.

## Опис
Цей вид можна легко діагностувати від усіх інших видів Taczanowskia за наявності двох горбків в опістосомі; чітке плямисте темно-світле забарвлення з темними плямами, зосередженими до переднього краю та на бічних кінчиках; невеликі пучки білих щетинок, що утворюють ретикулум через дорсальну частину опістосоми, і перші два стегна товсті, але без зубців по краю.